# Петровский, Никандр Александрович
Никандр Александрович Петровский (30 сентября 1891 — 7 января 1968) — советский школьный учитель, врач-терапевт, известный как учёный-самородок в области ономастики, автор «Словаря русских личных имён» (1966).

## Биография
Родился 30 сентября (16 сентября) 1891 года в селе Прапорщиково близ г. Усть-Каменогорска в семье волостного писаря.
Учился в городском начальном училище Усть-Каменогорска, однако, в 1908 году был исключён за «вольнодумство и революционные настроения», но через пять лет экстерном сдал в училище экзамены на звание учителя.
В 1913 году был направлен на работу учителем в Змеиногорский уезд Томской губернии, но вскоре переведён в Усть-Каменогорскую сельскохозяйственную школу.
В 1916 году был мобилизован в армию на фронт Первой мировой войны, служил старшим военным писарем, в 1918 году был демобилизован уже из Красной Армии и вернулся в Усть-Каменогорск на прежнюю должность преподавателя школы.
С 1920 по 1927 год — работал на Украине в Фастовском отделе народного образования УССР — в с. Волице заведовал волостной библиотекой и организовал сельскую школу по ликвидации неграмотности, преподавал политграмоту, руководя двумя кружками при Волицком Политпросвете — агитационно-лекционным и антирелигиозной пропаганды, среди молодежи сёл Волицы и Дмитровки организовал комсомольскую ячейку.
В 1927—1930 годах учился на литературно-лингвистическом отделении Ярославского педагогического института, где познакомился со многими известными учеными-славистами, его однокурсником был В. К. Чичагов — известный своей работой о происхождении личных имен, отчеств, фамилий.
В 1930 году вернулся в Усть-Каменогорск, где работал преподавателем школы ФЗУ.
В 1932 году уехал в Ташкент, устроился секретарём в Ташкентский медицинский институт и стал одновременно его студентом, закончил учёбу в 1940 году.
В 1940—1948 годах работал врачом-терапевтом, заведующим здравпунктом, медсанчастью, врачебным участком в разных городах Казахской ССР.
В 1948 году вернулся к преподаванию — учитель русского языка в Каменогорске, в 1953—1954 годах — школьный инспектор облоно, в 1949 году — завуч семилетней школы.
В 1957 году вышел на пенсию и полностью посвятил себя созданию словаря имён. 
Ещё в 1947 году увлёкся собиранием русских имён, провёл большую работу, и в 1966 году московским издательством «Советская энциклопедия» тиражом 100 тыс. экз. был издан его «Словарь русских личных имён», в дальнейшем многократно переиздаваемый.
Его картотека имён постоянно расширялась, в конце жизни активно работал над большим словарем «Русский именослов», однако, окончить работу над ним не успел.
Умер в 1968 году.

## Работа над «Словарем русских личных имён»
Собирать русские имена начал в 1947 году, и в 1949 году им был задуман словарь русских личных имён.
Лично собрал около восьми тысяч личных имён, затем по совету С. А. Копорского обратился на кафедры русского советских вузов, многие из которых прислали ему материалы.
В 1955 году опубликовал в журнале «Русский язык в школе» статью об именах, и нескольких заметок в газетах.
Вскоре в «Литературной газете» появилась статья об увлечении Петровского и ему стали приходить письма из разных концов страны.

И тут у собирателя имен появились десятки, а затем и сотни добровольных помощников. Впрочем, даже не просто помощников, а настоящих следопытов ономистики — учения об именах — бескорыстных и увлеченных, как и сам Петровский.— журнал «Мир коллекционера», 1967 год
Для своих добровольных помощников-корреспондентов, которых стало около полутора тысяч, он издал составленную им программу сбора имён, и в течение нескольких лет получил около пяти тысяч писем, на основании которых расширил свою картотеку имён.
В процессе работы Петровским велась переписка с известными языковедами А. А. Реформатским и С. И. Ожеговым, консультации и советы давали также другие видные филологи, содействовал в работе и его друг детства писатель А. М. Волков.
«Словарь русских личных имен» был издан в 1966 году в московском издательстве «Советская энциклопедия» тиражом 100 тыс. экз.

Цель, которую ставил перед собой Н. А. Петровский, была достигнута. Словарь быстро разошелся и получил признание широких читательских кругов и научной общественности. Лестно отозвались о труде нашего земляка такие крупные языковеды страны, как С. Г. Бархударов, А. А. Реформатский, А. Н. Попов, Б. М. Гранде, С. А. Копорский, В. К. Журавлев и другие.— журнал «Простор», 1982 год

## Публикации
Помимо главного своего труда также является автором публикаций:
- О словаре русских личных имён // Русский язык в школе, 1955
- Путешествие в страну имён // Уральский следопыт, № 9, 1960. — стр. 28-32

## В литературе
Был близким другом писателя А. М. Волкова автора цикла книг «Волшебник Изумрудного города», они вместе учились в Усть-Каменогорском училище, и, возможно, имена сказочных персонажей книг Волкова созданы при участии Петровского.
Другом и одноклассником Петровского был писатель Ефим Пермитин, и, предположительно, Петровский выведен под именем Григория Сурова в повести Пермитина «Жизни Алексея Рокотова».